# Клуген
Клуген (фон Клуген) — дворянский род, происходящий из Баварии, где его предки в конце XV века владели поместьями.
Ганс фон Клуген переселился в 1614 году в Эстляндию. Этот род был внесён в эстляндский дворянский матрикул.

## Представители фамилии
- Клуген, Александр Астафьевич (1785—1837)[1] — Георгиевский кавалер (подполковник; № 5003; 3 декабря 1834).
- Клуген, Валериан Фёдорович фон (1851—1919) — тайный советник, сенатор[2].
- Клуген, Иван Иванович фон (1747—1827)[3] — генерал-майор (с 18.10.1798), Георгиевский кавалер (премьер-майор; № 985; 26 ноября 1792).
- Клуген, Иван Максимович (1779—1858?) — генерал-майор (с 19.04.1843), Георгиевский кавалер (подполковник; № 4089; 26 ноября 1827).
- Клуген, Павел Евстафьевич — Георгиевский кавалер (полковник; № 4696; 21 декабря 1832).
- Клуген, Цезарь-Александр Яковлевич (1824—?) — генерал-лейтенант (с 10.03.1886)[4]/

## Описание герба
Щит четверочастный. В первом серебряном поле выходящая слева рука в латах, держащая меч с золотой рукоятью. Во второй и третьей частях в черном поле золотой лев. В четвертом красном поле опрокинутый серебряный якорь, с кольцом и анкерштоком золотыми.
Щит увенчан коронованным дворянским шлемом. Нашлемник — три страусовых пера: среднее золотое, правое красное, левое черное. Намет пересечен красным с серебром по черному с золотом.